# 광남동
광남동(廣南洞)은 대한민국 경기도 광주시의 동이다. 2020년 12월 1일에 광남동이 광남1동·광남2동으로 분동되었다.

## 역사
- 조선 초기 : 행정구역 분할시 광주유수산하의 도직장(면장)으로서 유수를 조직하였음.
- 1910년 8월 29일 : 면제를 실시하여 경안면으로 호칭하여 12개 리에 구장을 두고 면행정을 추진하였으며, 면청사는 역리에 위치.
- 1932년 7월 5일 : 면청사를 舊 광주경찰서 옆 경안리로 이전.
- 1939년 4월 1일 : 경안면을 광주면으로 개칭하였음.
- 1952년 4월 5일 : 지방자치법 시행에 따라 면의회를 설치, 면장을 선출. 광주군청사가 송정리로 이전됨에 따라 군청사 부지였던 現 경안동청사 위치에 면청사를 신축.
- 1979년 5월 1일 : 대통령령 제9409호에 의거 광주읍으로 승격.
- 2001년 3월 21일 : 도농복합형 시설치에 관한 법률 제6280호에 의한 광주시 승격으로 광주읍이 경안동, 송정동, 광남동으로 분동되었고, 태전동 249-2번지에 광남동 사무소가 개소되었음.(광남동 관할구역 : 6개동(삼동, 중대동, 직동, 태전동, 장지동, 목동) 23통 187개반)
- 2009년 6월 12일 : 《광주시청, 읍면사무소 및 동주민센터 소재지에 관한 조례》 별표에 의거 광남동사무소의 명칭을 광남동 주민센터로 변경.
- 2011년 1월 7일 : 《광주시 통리반설치조례》 1부 개정에 따른 통·반 분리로 총 24통 195개반으로 변경[1].
- 2020년 12월 1일 : 광남동을 광남1동, 광남2동으로 분동.

## 법정동 및 자연마을

### 광남1동
- 삼동(三洞)
  - 안가지울(內洞), 바깥가지울(外洞), 욧골(腰谷)
- 중대동(中岱洞)
  - 텃골(垈洞), 중말(中洞)
- 직동(直洞)
  - 곧은골(直洞), 새터
- 태전동(胎田洞)
  - 태봉(胎峯), 태밖에(胎外), 땟골, 옥터골(獄谷)
- 장지동(牆枝洞)
  - 앞가지(前枝), 뒷가지(後枝), 담안(墻內), 절골(寺洞)
- 목동(木洞)
  - 나뭇골, 양지말

### 광남2동
- 태전동(胎田洞)

## 교육
- 광남초등학교 (중대동)
- 태전초등학교 (태전동)
- 태성초등학교 (태전동)
- 한아람초등학교 (태전동)
- 경안중학교 (장지동)
- 태전중학교 (태전동)
- 광주광남중학교 (태전동)
- 광남고등학교 (장지동)
- 태전고등학교 (태전동)

## 아파트
| 단지명                          | 건설사       | 시행사                          | 주소                         | 입주        | 비고 |
| ------------------------------- | ------------ | ------------------------------- | ---------------------------- | ----------- | ---- |
| 장지현대                        | 현대산업개발 | 유익건설㈜                      | 고불로 33 (장지동)           | 2000년 9월  |      |
| 태전 아이파크                   | 현대산업개발 | ㈜석정도시개발                  | 태봉로 110 (장지동)          | 2017년 8월  |      |
| e편한세상 태전 1차              | 고려개발     | ㈜리버하우징                    |                              |             |      |
| e편한세상 태전 2차              | ㈜삼호       | KB부동산신탁㈜ ㈜엠에스종합건설 | 태전동로 12 (태전동)         | 2017년 8월  |      |
| e편한세상 태전 2차              | ㈜삼호       | KB부동산신탁㈜ ㈜엠에스종합건설 | 태전동로 16 (태전동)         | 2017년 8월  |      |
| e편한세상 태전 2차              | ㈜삼호       | KB부동산신탁㈜ ㈜엠에스종합건설 | 태전동로 11 (태전동)         | 2017년 8월  |      |
| 힐스테이트 태전 4단지           | 현대건설     | 청담씨엔디㈜ ㈜디에스디삼호     |                              | 2017년 9월  |      |
| 힐스테이트 태전 5단지           | 현대건설     | 청담씨엔디㈜ ㈜디에스디삼호     | 태전동로 50 (태전동)         | 2017년 9월  |      |
| 힐스테이트 태전 6단지           | 현대건설     | 청담씨엔디㈜ ㈜디에스디삼호     | 태전동로 54 (태전동)         | 2017년 9월  |      |
| 힐스테이트 태전 7단지           | 현대건설     | 청담씨엔디㈜ ㈜디에스디삼호     | 태성로 107 (태전동)          | 2017년 10월 |      |
| 힐스테이트 태전 8단지           | 현대건설     | 청담씨엔디㈜ ㈜디에스디삼호     | 태봉로 176 (태전동)          | 2017년 10월 |      |
| 힐스테이트 태전 9단지           | 현대건설     | 청담씨엔디㈜ ㈜디에스디삼호     | 태성로 130 (태전동)          | 2017년 10월 |      |
| 힐스테이트 태전 에듀포레 10단지 | 현대건설     | ㈜태전건설                      | 벼루개길42번길 24-1 (태전동) | 2019년 8월  |      |
| 힐스테이트 태전 에듀포레 11단지 | 현대건설     | ㈜태전건설                      | 태봉로 163-1 (태전동)        | 2019년 8월  |      |
| 태전 쌍용스윗닷홈 1단지         | 쌍용건설     | 한국토지신탁                    | 회안대로 350-25 (태전동)     | 2004년 2월  |      |
| 태전 쌍용스윗닷홈 2단지         | 쌍용건설     | 한국토지신탁                    | 회안대로 350-29 (태전동)     | 2004년 2월  |      |
| 태전 쌍용스윗닷홈 3단지         | 쌍용건설     | 한국토지신탁                    | 회안대로 350-23 (태전동)     | 2004년 2월  |      |